# Saša Golob
Saša Golob, slovenska telovadka, * 17. avgust 1991, Ljubljana, Slovenija.
Saša Golob trenira gimnastiko v ŠD Gib Šiška, od svojega šestega leta. 
Saša se od leta 2008 redno uvršča v finale svetovnega pokala v športni gimnastiki, na gredi in parterju. 
Na Evropskem prvenstvu v Milanu je bila najbolje uvrščena slovenka, nastopila pa je v mnogoboju. Zasedla je 31. mesto in je bila druga rezerva za finale, a ni prišla do finala. Dobro je nastopila na gredi, parterju in preskoku, nazadnje pa je nastopila na dvovišinski bradlji, kjer je s koleni podrsala po tleh, kar je enako padcu in zato ostala brez tako želenega finala. 
Na sredozemskih igrah v Pescari, se je uvrstila v finale mnogoboja in v finale na gredi in dvovišinski bradlji. S tremi finali je na teh igrah zbrala največ finalov od slovenskih telovadk. Z gredi je enkrat padla, a je bila vaja še vedno zelo dobro izpeljana in se je uvrstila med osmerico finalistk. Na gredi je potem v finalu zasedla peto mesto, na dvovišinski bradlji pa je bila po nekaj majših napakah osma.
Na Svetovnem prvenstvu v Londonu je nastopila na gredi in parterju, a se ji nastop ni izšel po pričakovanjih in se ni uvrstila med najboljših osem.
Na svetovnem pokalu v Osijeku, na Hrvaškem, se ji je nastop na gredi ponesrečil, saj je padla z gredi, na parterju pa se je kasneje oddolžila, saj se je s peto oceno kvalifikacij in zelo dobro izvedeno sestavo z lahkoto uvrstila med najboljših osem.
Po koncu sezone 2009 se je poškodovala in morala na operacijo rame, zato je izpustila tudi začetek sezone 2010, vključno z Evropskim prvenstvom v Birminghamu.

## Največji uspehi

### Svetovni pokal
- 3.mesto - gred, Szombathely 2008
- 5.mesto - parter, Szombathely 2008
- 5.mesto - parter, Ostrava 2008
- 6.mesto - parter, Maribor 2009
- 8.mesto - gred, Doha 2009
- 7.mesto - parter, Doha 2009